# Kalapacung
Kalapacung is een bestuurslaag in het regentschap Purbalingga van de provincie Midden-Java, Indonesië. Kalapacung telt 2165 inwoners (volkstelling 2010).